# 6100 Kunitomoikkansai
6100 Kunitomoikkansai este un asteroid din centura principală de asteroizi.

## Descriere
6100 Kunitomoikkansai este un asteroid din centura principală de asteroizi. A fost descoperit pe 9 noiembrie 1991 la Dynic de Atsushi Sugie. El prezintă o orbită caracterizată de o semiaxă mare de 2,33 ua, o excentricitate de 0,14 și o înclinație de 3,4° în raport cu ecliptica.